# ヘルモゲネス (ヒッポニコス3世の子)
ヘルモゲネス（ヘルモゲネース、古希: Ἑρμογένης, Hermogénēs）は、古代ギリシアのアテナイの市民であり、哲学者ソクラテスの弟子の1人。
富豪ヒッポニコス3世の息子であり、同じく富豪であるカリアス3世の異母弟だが、非嫡出子で父親の財産を相続できなかったため、彼自身は貧しく困窮していたことや、ソクラテスの弟子の中でも、クリトンやカイレポンといったソクラテスの同年代の親友と並び称されるほど、ソクラテスと特別に親しい関係であったことが、プラトンやクセノポンの著作における言及を通じて知られる。
プラトンの著作では、『クラテュロス』に話者として登場させられ、「ものの名前は社会の約束事として定まっているに過ぎない」という常識的な主張をする役割を与えられている。またその対話の途中で、彼の素性（ヒッポニコス3世の息子、カリアス3世の弟であり、財産を相続できず貧しいこと）が簡単に言及されている。
また、『パイドン』では、死刑当日のソクラテスの死を看取った1人として言及されている。
クセノポンの著作では、『ソクラテスの思い出』の第1巻第2章において、クリトン、カイレポンとカイレクラテス兄弟、（プラトン『パイドン』の登場人物としても有名な）シミアスとケベス等と共に、ソクラテスの特別親しい友人として、名前が挙げられている。また第2巻第10章では、ソクラテスがディオドロスという資産家の人物に、貧しさで困窮するヘルモゲネスを支援して友とすることを勧めた話が述べられている。
また、クセノポンの『ソクラテスの弁明』（及びそれと重複する『ソクラテスの思い出』第4巻第8章の記述）は、その内容がヘルモゲネスからの伝聞情報である旨が明記されている。
また、クセノポンの『饗宴』には、ヘルモゲネスが兄カリアス3世と共に、話者として登場させられている。